# Salamandrella
Salamandrella ist eine eurasiatisch verbreitete Gattung der Winkelzahnmolche (Hynobiidae), die aus lediglich zwei Arten besteht.

## Merkmale
Es handelt sich um lungenatmende Schwanzlurche mit glatter Haut, gut ausgebildeten Rippenfurchen und Ohrdrüsenwülsten sowie einem seitlich abgeflachten Schwanz. Die Extremitäten besitzen jeweils 4 Zehen; manchmal treten als Abweichung auch 2 bis 5 Zehen auf. Krallen sind nicht vorhanden. Die Zähne des Gaumens sind in einem V-förmigen Winkel aufgereiht. Die Larven der Gattung leben in Stillgewässern und halten dort eine Winterruhe, bevor sie metamorphosieren.

## Vorkommen
Das Verbreitungsgebiet reicht vom östlichen europäischen Teil Russlands (ungefähr 45° östl. Länge) bis nach Kamtschatka im fernen Osten. Im Süden erstreckt es sich bis in den Norden der Mongolei und in das nordöstliche China. Weiterhin umfasst es die Inseln Hokkaidō und Sachalin.

## Systematik
Die Gattung besteht aus zwei Arten:
- Salamandrella keyserlingii Dybowski, 1870 – Sibirischer Winkelzahnmolch
- Salamandrella tridactyla (Nikolskii, 1906)